# Pegomya tinctisquama
Pegomya tinctisquama är en tvåvingeart som först beskrevs av Huckett 1939.  Pegomya tinctisquama ingår i släktet Pegomya och familjen blomsterflugor. Inga underarter finns listade i Catalogue of Life.